# Handicap de la voix
 (août 2017).
Si vous disposez d'ouvrages ou d'articles de référence ou si vous connaissez des sites web de qualité traitant du thème abordé ici, merci de compléter l'article en donnant les références utiles à sa vérifiabilité et en les liant à la section « Notes et références ».
Un handicap de la voix est une situation dans laquelle une personne rencontre des difficultés à s'exprimer par la parole, voire ne peut pas s'exprimer du tout par la parole (mutisme). Il peut s'agir d'affection diverses :
- aphasie
- trachéotomie
- atteinte des cordes vocales

Un handicap vocal peut résulter de diverses causes, notamment des problèmes physiologiques, neurologiques, psychologiques ou liés à l'environnement. Les personnes atteintes de handicap de la voix peuvent éprouver des difficultés à communiquer efficacement, pouvant avoir un impact significatif sur leur vie quotidienne, leurs relations sociales et leurs opportunités professionnelles.